# Борщівка (Ковельський район)
Борщі́вка — село в Україні, у Голобській селищній громаді Ковельського району Волинської області. Населення становить 103 особи (01.01.2024).
Стара назва — Вулька-Порська.

## Географія
Село розташоване на лівому березі річки Стохід.

## Історія
У 1906 році село Порська-Вулька Велицької волості Ковельського повіту Волинської губернії. Відстань від повітового міста 37 верст, від волості 5. Дворів 39, мешканців 247.
До 18 листопада 2015 року село належало до Поповичівської сільської ради Ковельського району Волинської області

## Населення
Згідно з переписом УРСР 1989 року чисельність наявного населення села становила 186 осіб, з яких 85 чоловіків та 101 жінка.
За переписом населення України 2001 року в селі мешкала 181 особа.

### Мова
Розподіл населення за рідною мовою за даними перепису 2001 року:
| Мова       | Відсоток |
| ---------- | -------- |
| українська | 99,45 %  |
| білоруська | 0,55 %   |

## Постаті
- Кривальчук Іван Анатолійович — старший солдат Державної прикордонної служби України, учасник російсько-української війни. Герой України (2025).